# Bluesky
Bluesky（ブルースカイ）は、アメリカ合衆国のBluesky Social PBCが所有するソーシャル・ネットワーキング・サービスである。Twitter社の共同創業者であるジャック・ドーシーらが発案し2019年に発表された分散型SNSプロジェクト。Twitter社内プロジェクトとして組織され、2021年8月に分社、その後完全にTwitter社から独立した。
2023年1月にiOSとAndroid向けのアプリの配信が開始された。2023年12月にユーザーインターフェイスの日本語対応が始まり、2024年2月に招待コードによる招待制が廃止され、誰でも登録が出来るようになった。

## 概要
Blueskyは分散型SNSを開発する新たなプロジェクトである。分散型SNSのため、中央集権的なサーバーが存在しないのが特徴。ユーザーが情報の投稿・収集・共有などが出来る、それぞれ独自のサーバーを持ち、それら複数のサーバーが協調しあって一つのSNSを構成するサービスである。またサードパーティ製アプリを禁止したTwitterと異なり、Blueskyは対照的で自由にタイムラインのアルゴリズムを改変し独自のアプリの作成ができる。またこのプロトコルはブロックチェーン技術を使っていない。
「ビリオネアプルーフ（The billionaire proof）」を社是として掲げ、オープンソース方式を特徴とすることで意図しない買収リスクを抑えている。
2022年半ば、BlueskyはAuthenticated Data Experiment（ADX）の初期先プロトコルをリリースする。ADXは特定のSNSプラットフォームの基盤となるプロトコルではなく、ユーザーが公開したコンテンツをADXを採用しているあらゆるプラットフォームで利用できるようにするプロトコル。Twitterなどの中央集権的なサービスでは、ユーザーデータをプラットホーム側が保有する。しかし、ADXのような非中央集権的なSNSでは個人データはユーザー自身が所有することとなっていて、「いいね」や「共有」などと言った個人データはリポジトリ内に保存される仕組み。このリポジトリ内にデータを保持する「スピーチ」と特定プラットフォームにデータを受け渡す「リーチ」に区別しているのが特徴である。2022年10月に「ATプロトコル」として技術資料とともに簡略版を公開した。
2023年5月26日には、投稿された内容に対して事前に設定された条件によって、タイムラインの表示内容を抽出できる「カスタムフィード」の機能が実装。利用者によって作成したカスタムフィードは公開することも可能で、第三者がフィードを購読する形で共有することができる。

## 歴史
|       | jack⚡️ | Xの短文投稿より |
| @jack |        |                 |

             Twitterは最大5名のオープンソースのアーキテクト、エンジニア、デザイナーからなる小さな独立チームに資金提供して、ソーシャルメディアのためのオープンで分散型の標準を開発しています。目標は最終的にTwitterがこの標準のクライアントになることです。🧵
         

        Dec 11, 2019

当時Twitter社のCEOであったジャック・ドーシーは、2019年にTwitterでBluesky構想を初めて公表した。同社の最高技術責任者（であり後のCEO）であるパラグ・アグラワルがそのマネージャーを務め、2020年初頭に最初の作業部会員を招待した。作業部会は既存の分散型ネットワークであるMastodonとActivityPubの代表者で拡大した。このグループは、チャットソフトElementを使って協調した。Twitterは分散型ソーシャル・ネットワークHappeningのジェイ・グレイバーに、分散型ソーシャル・ネットワークの状況について技術的な評価の作成を委託した。2021年8月にグレイバーはBlueskyのリーダーに就任した。Blueskyは2021年8月にTwitterから分離して公益LLCとして正式に法人化し、グラバーがCEO、ドーシーが取締役に就任した。
Twitterの幹部は、プロトコル自体が網羅すべきものとアプリケーション（標準の上に構築したソーシャル・ネットワーク）に任せるべきものを含め、この構想の範囲と目標について承認した。これらの目標には、アプリケーションがモデレーションのシステムを設定変更できるようにすること、アプリケーションが（規約などに対する）順守と削除要求に責任を持つようにすること、バイラル・アルゴリズムが論争や道徳的な怒りを助長しないようにすることが含まれる。作業部会は、これらの目標に対して共通の合意が得られなかったため、Twitterは、既存の標準の強化から標準の相互運用性の支持、投資先を利用データが決定することまで、さまざまな個別の提案をすることに決めた。2021年初頭、Blueskyは研究段階にあり、分散型技術コミュニティから40人から50人が、選択肢の評価と、プロトコルの提案をまとめる活動をしていた。Blueskyの最初の3名の従業員は、2022年3月に採用された。同じころ、ドーシーはBlueskyの進捗が遅いことを認めた。
- 2021年11月に新たに発表されたTwitterのブロックチェーン部門は、Bluesky構想との連携を計画していた[20]。同部門の責任者は、2022年後半のイーロン・マスクによるTwitterの買収の際に辞任した。スタッフの離脱により、ブロックチェーン部門の今後の任務が不明確になった[21]。マスクによる買収は別法人であるBlueskyの事業にただちに影響するものではなかったが、長期的な資金調達に影響を与えた[19]。Blueskyは、2022年4月のマスクからの最初の申し出により、Twitterから1300万ドルを受け取っていた。ザ・ヴァージのAdi Robertsonは、マスクがTwitterを所有していることからBlueskyを支持する主要な幹部がTwitterを辞めた状態では、Blueskyへの資金拠出は容易に予算削減の対象になるだろうと記事を書いている[9]。
- 2023年7月5日のBlueskyの公式ブログにて[22]、ファンドから800万ドルを調達し、公益LLC（PBLLC）からパブリック・ベネフィット・コーポレーション（PBC）への転換と初の収益サービスとしてハンドルに設定できるドメインの販売を開始したことを発表した[23]。
- 2024年5月5日、Blueskyはドーシーが代表取締役を辞任したことを発表[24]。辞任した理由についてPirate Wiresが行ったドーシーへのインタビューの中で、自身が考えていたオープンソースのプロトコル的な理想とは程遠い企業になったことを挙げている[25]。
- 2025年3月10日、サウス・バイ・サウスウエストで登壇したグレイバーは利用者が約3,300万人になったことを発表するとともに、サブスクリプションの導入を目指していると語った[10]。

## ATプロトコル
2022年5月、Blueskyは分散型ソーシャル・ネットワーク・プロトコルである「Authenticated Data Experiment（ADX）」の初期バージョンのオープンソースコードを発表し、その後AT Protocolと命名された。チームは初期のコードを公開し、MITライセンスの下に置いて、開発プロセスが公に見られるようにした。

## アプリケーション
2022年10月、BlueskyはATプロトコルを使うアプリケーションの待機リストを開始した。リリース時点では、Blueskyは相互運用性についてのみ対応しており、ATプロトコルがプラットフォームのモデレーションや収益化にどのように対応するかについては明らかにしていなかった。2023年2月、Blueskyアプリケーションが招待制のベータ版としてiOS向けにリリースされた。このアプリケーションを評価したTechCrunchは、「機能的だが、まだ『必要最小限の機能だけを備えたTwitterを使う』ような体験」と評した。